# Knock on Wood
Knock on Wood (deutsch ‚auf Holz klopfen‘) ist ein oft gecovertes, ursprünglich von Steve Cropper und Eddie Floyd 1966 komponiertes Lied, das als Single die Top 30 in den USA und Top 20 in Großbritannien erreichte. Höheren Bekanntheitsgrad erlangte es unter anderem durch die Disco-Coverversion von Amii Stewart im Jahre 1979, die Platz eins der US-amerikanischen Single-Charts erreichte.
Es wurde u. a. von folgenden Musikern und Bands gespielt: David Bowie (1974), Tanja Thomas, Seal (2008), Michael Bolton, Eric Clapton (1985), Johnny Hallyday (Aussi dur que du bois), Ike & Tina Turner, Safri Duo, James Last, Fausto Leali (No, non tu), Ryan Shaw, Hera Björk, DJ Stephanie, The Foundations, Guy Sebastian, Larry Carlton, Wild Thing, Harpers Bizarre, Johnny Rivers, Archie Bell & The Drells, James Taylor, The Mauds, Sadia, Alphonso Williams, Tommy Hunt, Jesse Colin Young, The American Breed, Disco Light Orchestra, The Uniques.
Prince bezeichnete Knock on Wood als einen von 55 Songs, die ihn musikalisch inspiriert haben.